# 猫の落下

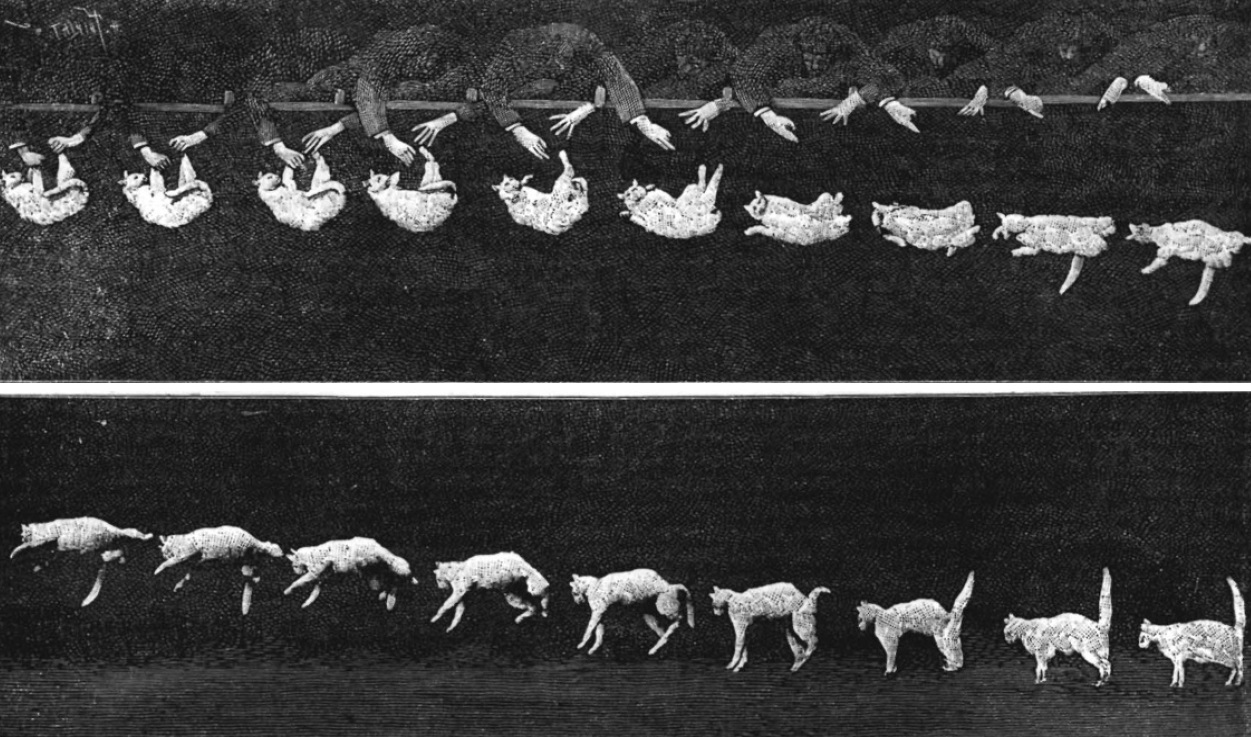
『猫の落下』、1894年。

『猫の落下』（ねこのらっか、英語: Falling Cat）は、1894年に制作された短編映画で、フランスの科学者エティエンヌ＝ジュール・マレーが、プロデュースし、監督した作品。19世紀にブローニュの森の公園で撮影され、フランス国内で公開された3作目の映画作品である。本作は、生きた猫を撮影した最初の動画と考えられている。この映画には、猫が落下し、脚から着地する様子だけが捉えられている。
マレーが組み立てたカメラは、毎秒12コマを連続撮影できるものであった。その形状は、銃身の短い、弾倉付きのショットガンに似ていた。これを用いて、彼は様々な動物の動きを研究した。彼の最も有名な研究は「アニメートされた動物園」と称され、その中では猫が数フィートの高さから落とされ、必ず脚から着地するのか否かを確認したものなどがあった。
この作品の主役は、生理学研究所の庭師が飼っていた猫であった。マレーは、映像をスクリーンに投影することもでき、動きを再現することもできたので、これら一連の作品群はドキュメンタリー映画の「胎児」に当たるものであったと見ることができる。

## 撮影技術
マレーは、連続写真の先駆者のひとりであった。1880年代以来、彼はセルロイド・フィルムを用い、最大毎秒40コマでの撮影をおこなっていた。本作の撮影には、改良されたダンパーが用いられ、最大毎秒60コマでの撮影が可能になっていた。

## 科学への影響
猫の落下を捉えたのべ32枚の写真は、1894年10月29日にパリの科学アカデミーに提出され、角運動量保存の法則によれば角運動量は変わらないはずなのに、どうして猫は空中で姿勢を変えることができるのか、という問題をめぐって科学や報道の世界に活発な議論を引き起こし、ことは猫のみに留まらず、他の物理的実体、例えば地球にも関係する話となった。
これらの連続写真は、同年中に学術誌『ネイチャー』にも掲載された。